# Annette Storsberg
Annette Storsberg (* 6. August 1955 in Wipperfürth) ist eine deutsche Verwaltungsjuristin,
Ministerial- und politische Beamtin (CDU). Sie war vom 30. Juni 2017 bis zum 30. September 2021 Staatssekretärin im Ministerium für Kultur und Wissenschaft des Landes Nordrhein-Westfalen.

## Leben
Nach ihrem Abitur (1974) nahm Storsberg ein Studium der Rechtswissenschaften an der Rheinischen Friedrich-Wilhelms-Universität Bonn auf, welches sie 1980 mit dem Ersten Juristischen Staatsexamen abschloss. Nach dem erfolgreich abgelegten Zweiten Juristischen Staatsexamen (1983) war sie bis 1986 als Beamtin des Landes Rheinland-Pfalz beschäftigt, ehe sie Referentin im Bundesministerium für Jugend, Familie, Frauen und Gesundheit wurde. 1988 wechselte sie in das Bundeskanzleramt, wo sie in den folgenden zehn Jahren als Referatsleiterin für Bund-Länder-Beziehungen tätig war, ehe sie 1998 in das Bundesministerium für Gesundheit und Soziale Sicherung wechselte, wo sie ebenso als Referatsleiterin wirkte. Nachdem sie von 2005 bis 2010 als Abteilungsleiterin in der Staatskanzlei des Landes Nordrhein-Westfalen tätig gewesen war, wechselte sie 2010 in das Ministerium für Kultur und Wissenschaft des Landes Nordrhein-Westfalen.
Zum 30. Juni 2017 wurde Annette Storsberg im Zuge der Kabinettsbildung des Kabinetts Laschet von Ministerin Isabel Pfeiffer-Poensgen zur Staatssekretärin im Ministerium für Kultur und Wissenschaft des Landes Nordrhein-Westfalen berufen. Am 30. September 2021 trat sie in den Ruhestand und schied somit aus dem Amt als Staatssekretärin.
Storsberg ist verheiratet.

## Mitgliedschaften (Auswahl)
- stellvertretende Vorsitzende des Kuratoriums des Deutschen Instituts für Entwicklungspolitik
- Mitglied des Aufsichtsrates der Film- und Medienstiftung NRW
- stellvertretende Vorsitzende des Aufsichtsrates der Forschungszentrum Jülich GmbH
- Mitglied des Senats der Fraunhofer-Gesellschaft
- Mitglied des Verwaltungsrates des Max-Planck-Instituts für Eisenforschung
- Mitglied des Verwaltungsrates des Leibniz-Instituts für Wirtschaftsforschung
- Vorsitzende des Stiftungsrates der Stiftung Bonn-Aachen International Center for Information Technology
- Mitglied des Kuratoriums der Stiftung Haus der Geschichte
- Mitglied des Verwaltungsrates der Stiftung Max-Planck-Institut für Kohlenforschung
- Mitglied im Rat für Informationsinfrastrukturen